# SkyLink Arabia
Skylink Arabia era uma companhia aérea charter emiradense com sede em Dubai. Sua base principal era o Aeroporto Internacional de Dubai.

## História
A companhia aérea foi fundada em 2003 e encerrou as operações em 2015.

## Frota

### Frota atual
A frota da SkyLink Arabia consistia nas seguintes aeronaves (Novembro de 2009):
| Aeronaves      | Em Serviço | Ordens | Passageiros | Notas |
| -------------- | ---------- | ------ | ----------- | ----- |
| Boeing 737-400 | 1          | –      | TBA         |       |
| Total          | 1          | 0      |             |       |

### Frota Histórica

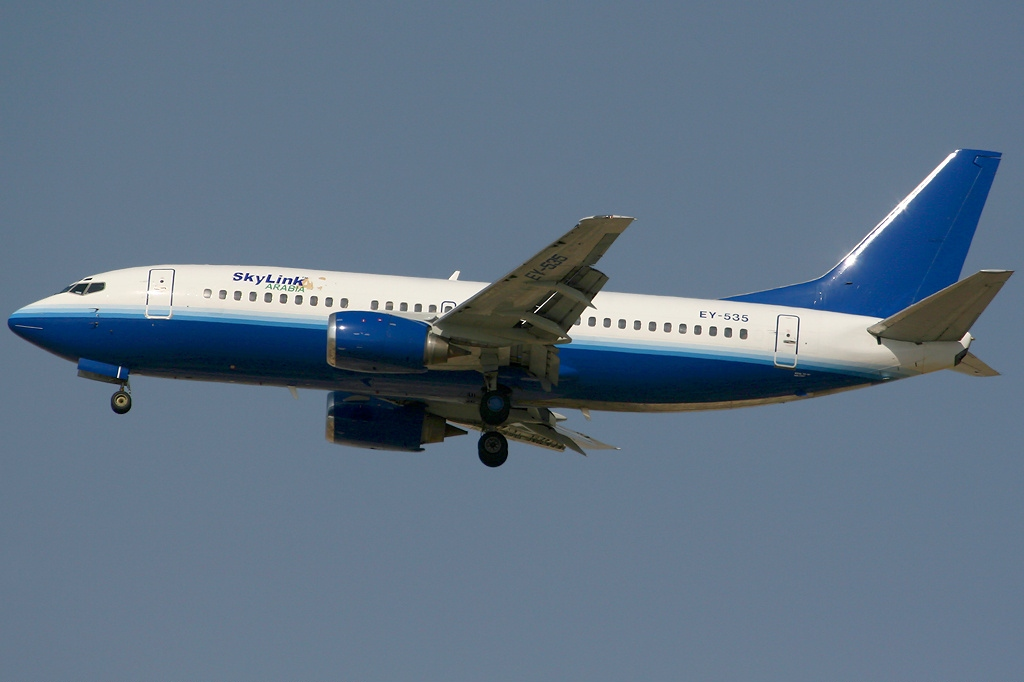
Um Boeing 737-300 da SkyLink Arabia

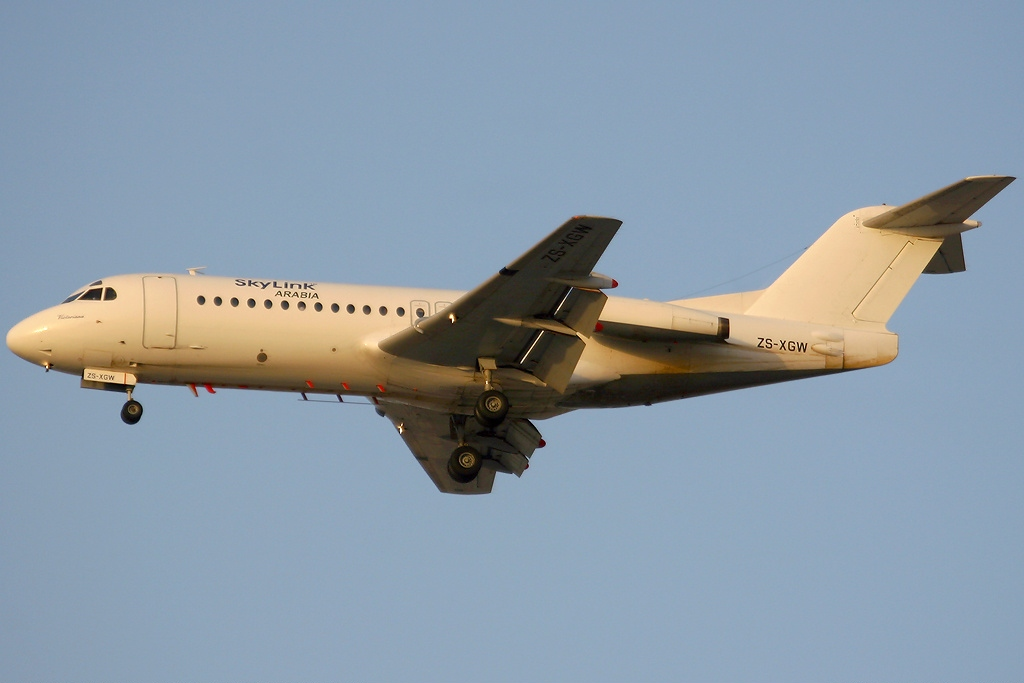
Um Fokker F28 da SkyLink Arabia

A frota da SkyLink Arabia consistia nas seguintes aeronaves:
| Aeronaves      | Em Serviço | Ordens | Passageiros | Notas |
| -------------- | ---------- | ------ | ----------- | ----- |
| Fokker F28     | 1          | –      | TBA         |       |
| Boeing 737-300 | 1          | –      | TBA         |       |
| Fokker 70      | 1          | –      | TBA         |       |
| Saab 340B      | 1          | –      | TBA         |       |
| Total          | 3          | 0      |             |       |